# سكرين رانت
سكرين رانت هو موقع ترفيهي يقدم أخبارًا في مجالات التلفزيون والأفلام وألعاب الفيديو ونظريات الأفلام. وهي مملوكة لشركة فالنت، الشركة الأم للمطبوعات بما في ذلك موارد الكتب المصورة وكولايدر وموفي ويب ومطوري إكس دي أي.

## التاريخ
تم إطلاق سكرين رانت بواسطة فيك هولترمان في عام 2003، وكان مقرها الرئيسي في أوجدن، يوتا. وسعت سكرين رانت نطاق تغطيتها من خلال أحداث السجادة الحمراء في لوس أنجلوس ومهرجانات الأفلام في نيويورك ولوحات سان دييغو كومك كون إنترناشونال. تم إنشاء قناة يوتيوب الخاصة بسكرين رانت في 19 أغسطس 2008، ولديها 8.49 مليون مشترك و 7.900 مقطع فيديو اعتباراً من 1 أغسطس 2024.
في فبراير 2015، استحوذت شركة Valnet Inc، وهي شركة إعلامية عبر الإنترنت مقرها مونتريال، كيبيك على سكرين رانت. تم الجمع بين سكرين رانت وموقع جيم رانت الشقيق في عام 2019، عندما استحوذت Valnet على الموقع المذكور أخيراً.

## وصلات خارجية
سكرين رانت على موقع روتن توميتوز (الإنجليزية)